# Łuby (województwo pomorskie)
Łuby – osada kociewska w Polsce, położona w województwie pomorskim, w powiecie starogardzkim, w gminie Osiek na obszarze Borów Tucholskich nad Wdą.
W latach 1975–1998 miejscowość administracyjnie należała do województwa gdańskiego.
Inne miejscowości o nazwie Łuby: Łuby, Łuby-Kiertany, Łuby-Kurki